# 卡代阿克
卡代阿克（法語：Cadéac，法語發音：[kadeak]）是法国上比利牛斯省的一个市镇，属于巴涅尔德比戈尔区。

## 地理
卡代阿克（42°53'20"N, 0°21'0"E）面积6.15 平方千米，位于法国奧克西塔尼大區上比利牛斯省，该省份为法国西南部内陆省份，北至热尔省，西接大西洋比利牛斯省，南与西班牙接壤，东临上加龙省。
与卡代阿克接壤的市镇（或旧市镇、城区）包括：阿罗、昂西藏、巴朗库厄、格雷济扬、朗松。

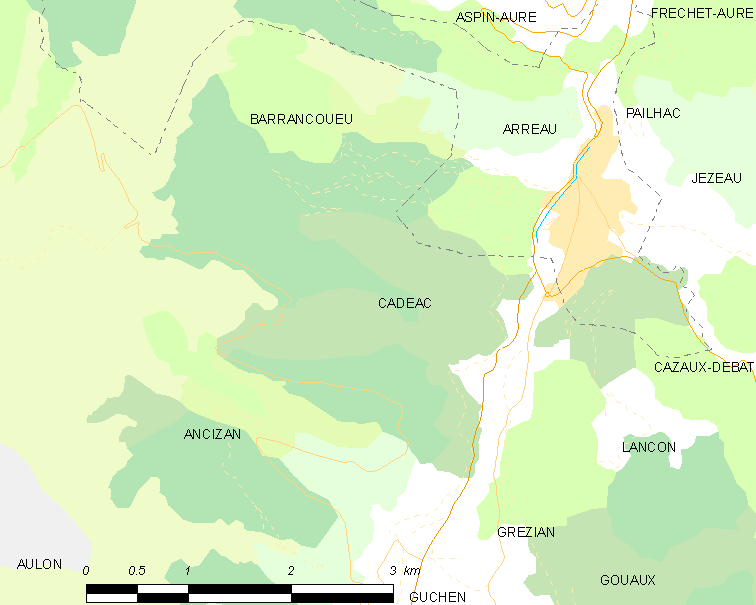
卡代阿克的OSM定位图

卡代阿克的时区为UTC+01:00、UTC+02:00（夏令时）。

## 行政
卡代阿克的邮政编码为65240，INSEE市镇编码为65116。

## 政治
卡代阿克所属的省级选区为内斯特-欧尔-卢龙县。

## 人口

1962-2008年间卡代阿克人口变化图示

卡代阿克于2022年1月1日时的人口数量为304人。